# Sulmeck-Greith
Sulmeck-Greith è una frazione di 1 318 abitanti del comune austriaco di Sankt Martin im Sulmtal, nel distretto di Deutschlandsberg (Stiria). Già comune autonomo, il 1º gennaio 2015 è stato aggregato a Sankt Martin im Sulmtal.